# Telegram (Björk)
Telegram (One Little Independent, 1996) è un album di remix, che ripropone i brani dell'art pop sofisticato di Post, album precedente della cantante islandese Björk.
Fra le collaborazioni più importanti ricordiamo quella del Brodsky Quartet, i cui violini danno vita ad una versione più "classicheggiante" e drammatica di Hyperballad. La foto di copertina è del fotografo giapponese Nobuyoshi Araki.

## Tracce
I brani di Telegram sono tutti remixati, fatta eccezione per I Miss You presente anche in versione originale oltre che rielaborata, e l'inedita My Spine
1. Possibly Maybe (Lucy Mix) – 3:03 (Björk)
2. Hyper-ballad (Brodsky Quartet Version) – 4:21 (Björk)
3. Enjoy (Further Over The Edge Mix) – 4:21 (Björk, Tricky)
4. My Spine – 2:33 (Björk, Evelyn Glennie)
5. I Miss You (Dobie Rub Part One - Sunshine Mix) – 5:35 (Björk, Howie B)
6. Isobel (Deodato Mix) – 6:11 (Björk, Nellee Hooper, Marius De Vries, Sjón)
7. You've Been Flirting Again (Flirt Is A Promise Mix) – 3:20 (Björk)
8. Cover Me (Dillinja Mix) – 6:22 (Björk)
9. Army of Me (Masseymix) – 5:18 (Björk, Graham Massey)
10. Headphones (0 Remix) – 6:17 (Björk, Tricky)
11. I Miss You (Original Mix) – 3:59 (Björk, Howie B)